# Rado Krpač
Rado Krpač, slovenski inženir gozdarstva in politik, * 25. april 1953.
Med letoma 2002 in 2007 je bil član Državnega sveta Republike Slovenije.